# اوفنهاوزن (آلمان)
اوفنهاوزن (به آلمانی: Offenhausen) یک شهر در آلمان است که در نورنبرگر لاند واقع شده‌است.